# 帕內爾 (伊利諾伊州)
帕內爾（英語：Parnell）是位於美國伊利諾伊州德威特縣的一個非建制地區。該地的面積和人口皆未知。

## 地理
帕內爾的座標為40°13′23″N 88°43′14″W / 40.22306°N 88.72056°W，而該地的平均海拔高度為221米（即725英尺）。